# Лопухова, Лидия Васильевна
Ли́дия Васи́льевна Лопухо́ва (также известная как Лопоко́ва, бароне́сса Кейнс, англ. Lydia Lopokova, Baroness Keynes; 21 октября 1892, Санкт-Петербург — 8 июня 1981, Тилтон Восточный Суссекс, Великобритания) — русская балерина начала XX века, супруга английского экономиста Джона Мейнарда Кейнса.

## Биография и творчество
Отец Лидии работал в театре, все его пятеро детей стали танцовщиками. Старший брат Лидии Федор Лопухов длительное время был балетмейстером Мариинского театра. Лидия училась с 1901 в императорской балетной школе, по окончании в 1909 была принята в состав труппы Мариинского театра в качестве кордебалетной танцовщицы.

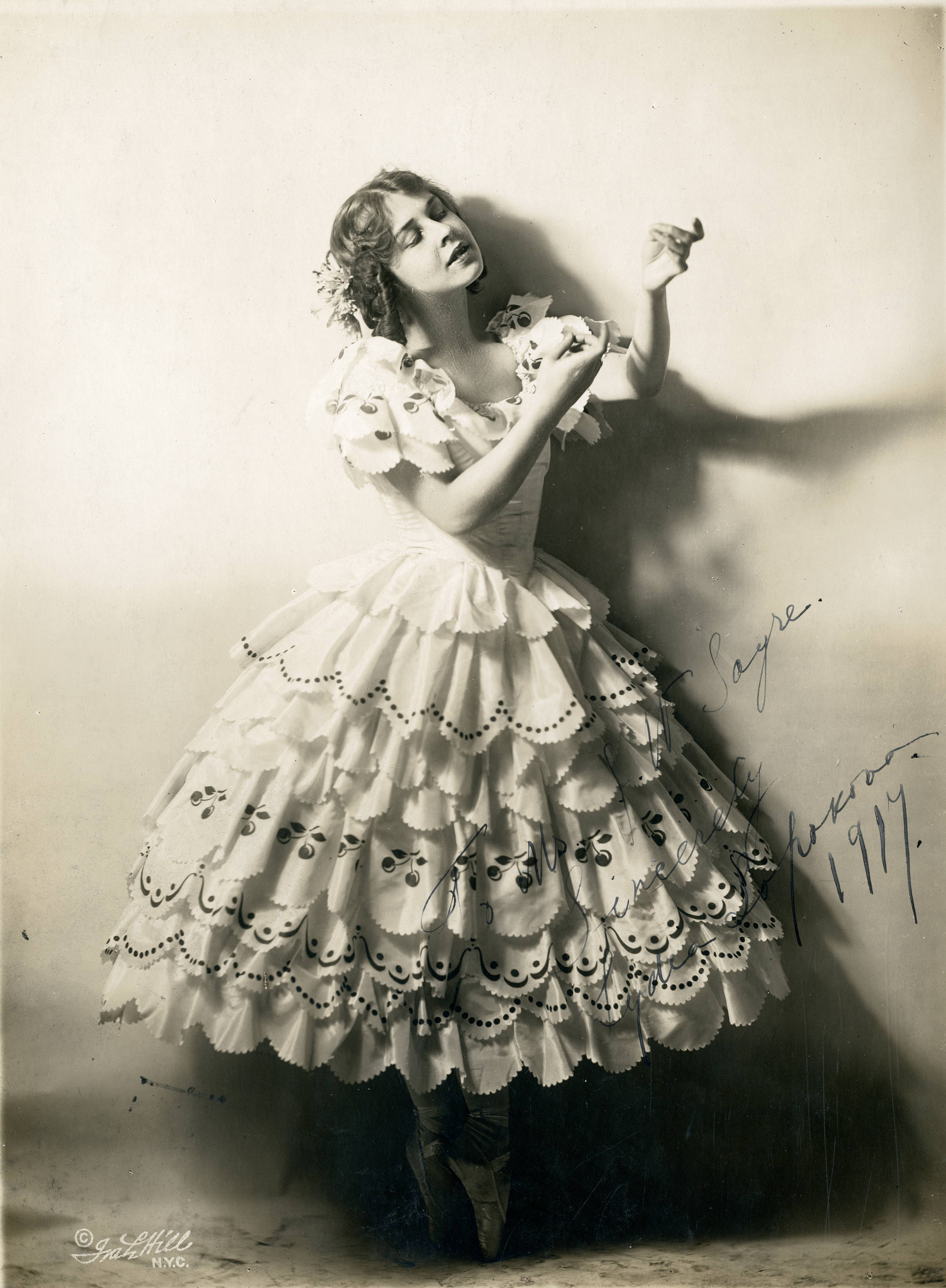
Лопухова Л.В. в 1917 году

В 1910 году она покинула Россию чтобы присоединиться к труппе Дягилева. Она провела там только один сезон, выделившись в постановке Михаила Фокина «Жар-птица». В рецензиях и по описаниям, сделанным её братом Фёдором, она не поражала своими вращениями, но у неё была блистательная пальцевая техника; она обладала удивительно высоким и лёгким прыжком. Дягилевский «Русский сезон» 1910 года окончился в июле. После этого антрепренёры начали ей предлагать гастроли на выгодных условиях. От театра телеграммой было получено разрешение не приезжать и дан   отпуск без сохранения содержания.  После летнего турне Лопухова уехала в США, где провела шесть лет. В 1912 году Лопухова выступала в программе варьете У.Гарден уже с сольными номерами. Лопухова изучала английский и изучала профессию драматической актрисы. В 1914 году она официально изменила форму написания своей фамилии, превратив её в «Лопокову». В 1916 году вновь появилась в Русском Балете Дягилева (который в январе приехал в США), исполняя роль Снегурочки в балете Леонида Мясина «Полуночное солнце», затем начала танцевать в паре с Вацлавом Нижинским. В 1916 была в составе «Русского балета» на гастролях в Испании. Труппа, съездив в США, вернулась весной 1917 года в Европу — в Италию, где с успехом Лопухова выступила. Там же в Италии Лопухова познакомилась с художником Пабло Пикассо, который с удовольствием рисовал танцовщицу. В 1918 году Лидия в первый раз приехала с гастролями в Лондон, где с большим успехом выступила в балетах «Благовоспитанная леди» и «Волшебная лавка». Лопухова прослужила в труппе Дягилева до июля 1919. Вскоре после этого Лидия ушла со сцены по семейным причинам, но возвратилась в 1921 году. Именно тогда она познакомилась с Игорем Стравинским, работавшими над балетом «Спящая красавица», где Лопухова танцевала партию Авроры.

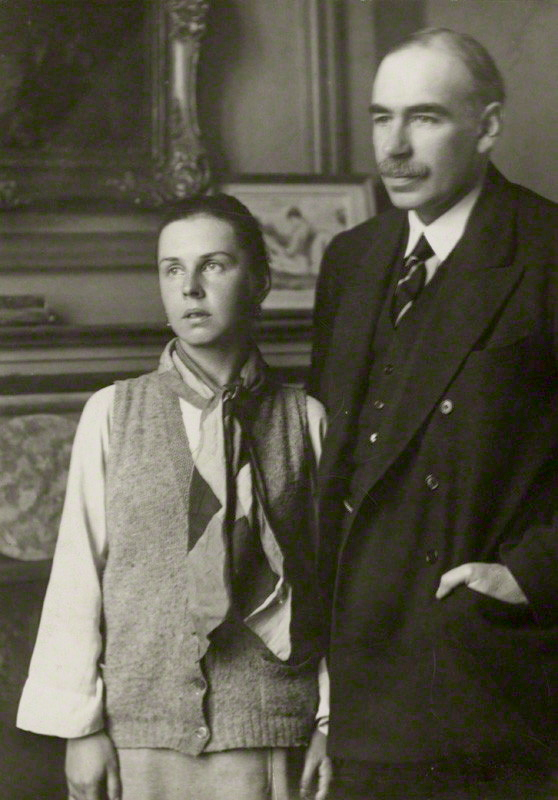
Дж. М. Кейнс и его жена Л.В. Лопухова в 1920-е годы.

В 1925 году Лидия вышла замуж за одного из крупнейших учёных-экономистов XX века Джона Мейнарда Кейнса (с июня 1942 года — лорд, 1й барон Кейнс). Они познакомились ещё в 1918 году, во время гастролей Лопуховой в Лондоне. Именно тогда завязалась их дружба. Брак с Кейнсом оказался счастливым, хотя детей у них не было. В сентябре 1925 года Лопухова вместе с мужем приехала в Ленинград на празднование 200-летия Русской Академии наук и побывала на спектакле «Спящая красавица» (она приедет в Ленинград с мужем ещё два раза — в 1928 и 1937 годах). В 1925 после замужества Лопухова снова вернулась к Дягилеву, а последний раз танцевала в его труппе в 1927 году. В 1926 году в известном журнала «Вог» вышла её статья, в которой разбирался подробно репертуар дягилевской труппы.
Некоторое время Лопухова танцевала с английскими балетными труппами, появляясь на сценах Лондона и Кембриджа. В 1934 году она выступала на радио Би-би-си со своими воспоминаниями о Дягилевской труппе и впоследствии часто появлялась на радио с программой русской классической литературы, Чехова, Толстого, Горького и Достоевского. В 1943 году была комментатором радиопостановки «Война и мир» Толстого. В 1946 году в лондонском главном театре Ковент Гарден председателем правления театра стал лорд Кейнс, в том же году он скончался.
Умерла Лидия Лопухова в 1981 году в возрасте 88 лет.